# Euscelidia atrata
Euscelidia atrata är en tvåvingeart som beskrevs av Dikow 2003. Euscelidia atrata ingår i släktet Euscelidia och familjen rovflugor.
Artens utbredningsområde är Kongo. Inga underarter finns listade i Catalogue of Life.